# 스페인청가뢰
스페인청가뢰는 딱정벌레목 가뢰과에 속하는 에머랄드 녹색 곤충이다.
이 딱정벌레는 칸타리딘(cantharidin)이라는 자극성 물질을 체내에 축적하는데 인간이 섭취하면 칸타리딘이 소변으로 배설되는 과정에서 요도의 혈관을 확장시키고 염증을 일으킨다. 이 증상이 성적인 흥분과 흡사하기 때문에 스페인청가뢰는 서양에서 최음제로 쓰여왔다. 스페인청가뢰의 영어명 Spanish fly는 칸타리딘을 성분으로 한 최음제의 이름으로 쓰이기도 한다.
청가뢰의 약용은 역사가 깊어 히포크라테스의 시대까지 거슬러 올라갈 수 있으며 사드 후작은 매춘부들에게 청가뢰를 먹였다고 하여 독살 기도 혐의로 법정에 선 바 있다.